# دیوید هیل
دیوید هِیْل (به انگلیسی: David Hale) دیپلمات آمریکایی و از کارکنان سرویس خارجی آمریکاست که هم‌اکنون معاون امور سیاسی وزیر امور خارجه آمریکا است.